# Aspettando Pressing
Aspettando Pressing è stato un programma televisivo italiano di approfondimento calcistico e spin-off di Pressing, andato in onda in seconda serata su Canale 5 il 19 e il 26 agosto 2018 con la conduzione di Giorgia Rossi ed Elena Tambini.

## Il programma
Il programma è nato come spin-off del programma Pressing. È andato in onda dallo studio 20 del Centro di produzione Mediaset di Cologno Monzese, ed è stato trasmesso il 19 e il 26 agosto 2018 in seconda serata su Canale 5 con la conduzione di Giorgia Rossi ed Elena Tambini.

## Edizioni
| Edizione | Anno | Rete televisiva | Conduzione    | Conduzione    | Periodo        | Periodo        | Puntate | Studio                                                         |
| Edizione | Anno | Rete televisiva | Conduzione    | Conduzione    | Inizio         | Fine           | Puntate | Studio                                                         |
| -------- | ---- | --------------- | ------------- | ------------- | -------------- | -------------- | ------- | -------------------------------------------------------------- |
| 1ª       | 2018 | Canale 5        | Giorgia Rossi | Elena Tambini | 19 agosto 2018 | 26 agosto 2018 | 2       | Studio 20 del Centro di produzione Mediaset di Cologno Monzese |

## Puntate e ascolti

### Prima edizione (2018)
| Puntata | Messa in onda  | Ascolti        | Ascolti |
| Puntata | Messa in onda  | Telespettatori | Share   |
| ------- | -------------- | -------------- | ------- |
| 1       | 19 agosto 2018 | 520 000        | 4,60%   |
| 2       | 26 agosto 2018 | 534 000        | 4,20%   |

## Programmazione
| Edizione | Rete televisiva | Anno | Stagione | Orario      | Programmazione | Programmazione | Programmazione | Programmazione | Programmazione | Programmazione | Programmazione | Collocazione   |
| Edizione | Rete televisiva | Anno | Stagione | Orario      | L              | M              | M              | G              | V              | S              | D              | Collocazione   |
| -------- | --------------- | ---- | -------- | ----------- | -------------- | -------------- | -------------- | -------------- | -------------- | -------------- | -------------- | -------------- |
| 1ª       | Canale 5        | 2018 | estate   | 22:40-01:00 |                |                |                |                |                |                |                | Seconda serata |

## Ospiti
Gli ospiti delle due puntate sono stati: Riccardo Ferri, Giovanni Galli, Mino Taveri.